# Joe and Zoot
Joe and Zoot è un album del violinista jazz Joe Venuti e Zoot Sims, pubblicato dalla Chiaroscuro Records nel 1974. Il disco fu registrato il 27 settembre del 1973 a New York City, New York (Stati Uniti).

## Tracce
Lato A
1. I've Found a New Baby – 4:20 (Spencer Williams, Jack Palmer)
2. There's a Small Hotel – 3:25 (Richard Rodgers, Lorenz Hart)
3. Indiana – 4:56 (James F. Hanley, Ballard McDonald)
4. My One and Only Love – 2:34 (Guy B. Wood, Robert Mellin)
5. The Wild Cat – 3:34 (Joe Venuti)

Lato B
1. It's the Girl – 3:48 (Oppenheim, Baer)
2. Oh, Lady Be Good – 4:38 (George Gershwin, Ira Gershwin)
3. Someday Sweetheart – 6:05 (Benjamin Franklin Spikes, John Spikes)
4. C Jam Blues – 4:13 (Duke Ellington)

## Musicisti
- Joe Venuti - violino
- Zoot Sims - sassofono tenore, sassofono soprano
- Dick Wellstood - pianoforte
- George Duvivier - contrabbasso
- Cliff Leeman - batteria[3]